# اللاسلطوية في الولايات المتحدة
بدأت اللاسلطوية في الولايات المتحدة في منتصف القرن التاسع عشر وأخذ تأثيرها يتزايد عندما تداخلت مع الحركات العمالية الأمريكية، ما أدى إلى إنشاء تيار لاسلطوي شيوعي، إضافةً إلى اكتسابها سمعة سيئة بإثارة أعمال العنف، وإدارتها حملةً لمختلف الإصلاحات الاجتماعية في أوائل القرن العشرين.
في أعقاب الحرب العالمية الثانية، استعادت اللاسلطوية تأثيرها من طريق ظهور أحداث جديدة ومن بينها اللاسلطوية المسالمة واليسار الأمريكي الجديد والثقافة المضادة في ستينيات القرن الماضي.
في الوقت الحالي، أثرت اللاسلطوية في الولايات المتحدة وتأثرت بالأحداث المتطورة داخل الحركة اللاسلطوية وخارجها على نطاق واسع، منها تأسيس البرنامجية واللاسلطوية المتمردة والحركات الاجتماعية المستجدة (اللاسلطوية النسوية ولاسلطوية أحرار الجنس واللاسلطوية البيئية) وحركات العولمة البديلة.

## تاريخ

### بدايات اللاسلطوية الأمريكية

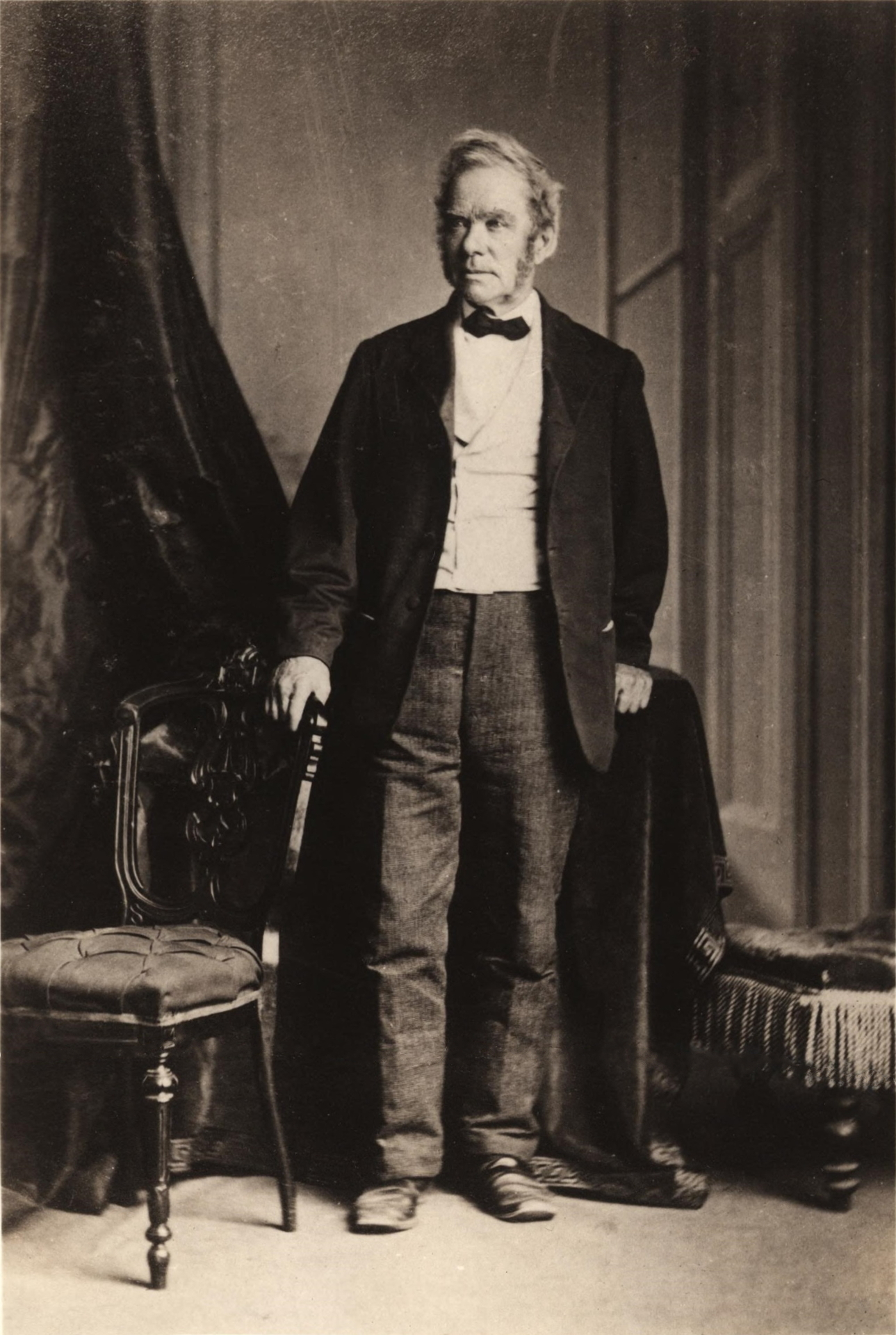
جوزايه وارين

وفقًا لمؤرخة اللاسلطوية الأمريكية يونيس مينيت شوستر، تؤكد اللاسلطوية الفردية الأمريكية عزلة الفرد، ومنحه الحق في استخدام آلياته وعقله وجسده ومنتج عمله. فاللاسلطوية تمثل لاسلطوية جمالية بالنسبة إلى الفنان الذي يتبنى هذه الفلسفة، ولاسلطوية أخلاقية للمصلح، ولاسلطوية اقتصادية للعامل. فالأول يركز على الفلسفة أما الأخير فيركز على الإثبات العملي. ويركز اللاسلطوي الاقتصادي على بناء مجتمع يقوم على أساس اللاسلطوية. ولا يرى ضررًا من الناحية الاقتصادية في الملكية الخاصة، أيًا كان ما ينتجه الفرد من عمله الخاص. وجد النموذج الأخلاقي والجمالي أسلوبًا للتعبير في الفلسفة المتعالية والنزعة الإنسانية والخيالية في مطلع القرن التاسع عشر، والنموذج الاقتصادي في حياة الرواد في الغرب في الفترة ذاتها، لكن بشكل أكثر إيجابية بعد الحرب الأهلية.
ولهذا يُقال إن لفهم اللاسلطوية الفردية الأمريكية يجب أن نأخذ في الحسبان الجانب الاجتماعي لأفكارهم، وتحديدًا تحول أمريكا من مرحلة ما قبل الرأسمالية إلى مجتمع رأسمالي. يمكن رؤية الطبيعة الرأسمالية في بدايات الولايات المتحدة في العمل الحر (الحرفيين والمزارعين). في مطلع القرن التاسع عشر، كان نحو 80% من الذكور الأحرار (أي سوى العبيد) يعملون في أعمال حرة، إذ كان أكثر الأمريكيين آنذاك يعملون مزارعين في أراضيهم لتلبية احتياجاتهم أولًا، وهكذا تمثل اللاسلطوية الفردية شكلًا واضحًا للاشتراكية الحرفية، في حين تمثل اللاسلطوية الشيوعية والنقابية أشكالًا من الاشتراكية الصناعية أو البروليتاريا.[هل المصدر موثوق به؟]
ترى المؤرخة ويندي ماكيلوري أن اللاسلطوية الفردية الأمريكية تأثرت بالمفكرين الأوربيين. كان الفيلسوف السياسي الفرنسي بيير جوزيف برودون أحد أبرز المؤثرين إذ قال: «ليست الحرية ابنة النظام بل أمه»، في إشارة إلى إعلان التسمية الرئيسية للحرية (بيان اللاسلطوي الفردي المؤثر بنجامين تاكر). إضافةً إلى الفيلسوف الألماني ماكس شتيرنر والبريطاني هربرت سبنسر. ومن المؤثرات المهمة الأخرى لاسلطوية ويليام غودوين التي أضفت تأثيرًا أيدولوجيًا، لكن التأثير الأكبر كان لاشتراكية روبرت أوين وشارل فورييه.
يتزامن ظهور اللاسلطوية في الولايات المتحدة في القرن التاسع عشر مع ظهور وظهور الإبطالية. فلا أحد يحتاج إلى اللاسلطوية أكثر من عبد.
بعد أن نجح مشروعه البريطاني، أسس أوين بنفسه مجتمعًا تعاونيًا عام 1825 في الولايات المتحدة في نيوهارموني- إنديانا. كان من أعضاء هذا المجتمع المحلي جوزايه وارين (1874-1798)، ويُعَد أول لاسلطوي فردي. بعد أن أخفق مجتمع نيو هارموني، غير وارين ولاءاته الأيدولوجية من الاشتراكية إلى اللاسلطوية (الذي لم يكن تغيرًا كبيرًا، لأن اشتراكية أوين بُنيَت على لاسلطوية غودوين). ويعد جوزيا وارين أول لاسلطوي أمريكي على نطاق واسع، وحرر صحيفة أسبوعية باسم (الثوري السلمي) وهي أول مجلة دورية لاسلطوية تُنشر، وأقام مشروعه الخاص ومطبعته وألواح الطباعة الخاصة به. كان وارين أحد اتباع أوين وأنضم لمجتمعه في نيو هارموني. إذ صاغ عبارة «التكلفة هي الحد الأقصى للسعر»، ولا يقصد بالتكلفة المبلغ النقدي بل العمل الذي يبذل فيه الفرد جهدًا لينتج. ولذلك، اقترح نظامًا لمنح الأشخاص مستحقاتهم مع شهادات تشير إلى عدد الساعات التي أنجزوا فيها عملهم، ليمكنهم تبادل الأوراق النقدية في المتاجر المحلية بالسلع التي تستغرق ذات الوقت لإنتاجها. ووضع نظرياته تحت الاختبار بإنشاء عمل تجريبي لمتجر العمال، إذ تيسرت التجارة بفضل استخدام سجلات معززة بتعهد للقيام بالعمل. أثبت المتجر نجاحه وعمل مدة 3 سنوات ثم أُغلق، ليتفرغ وارين لإنشاء جاليات تقوم على أساس التبادلية، منها (يوتوبيا) و(العصور الحديثة). صرّح وارين أن كتاب ستيفن بيرل أندروز (علم المجتمع) المنشور عام 1852 تناول نظريات وارين بشرح واضح جدًا ومكتمل. كشف المؤرخ الكتلوني كزافييه ديبز أن التجارب المشتركة المعنية التي أجراها وارين أثرت في اللاسلطويين الفرديين الأوروبيين في نهاية القرن التاسع عشر ومطلع القرن العشرين، مثل إميل آرماند والمجتمعات المعنية التي أنشؤوها.
كان هنري ديفيد ثورو (1868-1817) مؤثرًا مهمًا في الفكر اللاسلطوي الفردي في الولايات المتحدة وأوروبا. وكان كاتبًا أمريكيًا ثوريًا وشاعرًا وعالمًا في الطبيعة ومعاديًا للضريبة وناقدًا للتنمية ومؤرخًا وفيلسوفًا. نشر ثورو مقالًا بعنوان (العصيان المدني) عام 1849. قال فيه أن الشعب يجب ألا يسمح للحكومات بإبطال ضمائرهم أو تقليصها، وأن الشعب يجب عليه ألا يرضخ للحكومة لتجعلهم أدوات للظلم. وتأثرت آراؤه جزئيًا بالعبودية والحرب الأمريكية المكسيكية. وأثرت أقواله في غاندي ومارتن لوثر كينغ الابن ومارتن بوبر وتولستوي في تأييدهم للمقاومة السلمية. إذ تمثل كذلك التقدم الأساسي للاسلطوية المسالمة. بدأت اللاسلطوية تضع نظرية بيئية أساسية في كتابات ثورو. إذ أوصى ببساطة العيش والاكتفاء الذاتي بين البيئات الطبيعية مناقضًا لتقدم الحضارة الصناعي. يرى الكثيرون في كتابات ثورو أهم مبادئ المذهب البيئي واللاسلطوية البدائية، المتمثلة اليوم في جون زريزان. بالنسبة إلى جورج وودكوك، ربما ينبع هذا السلوك أيضًا من فكرة محددة لمقاومة التقدم ورفض تزايد المادية، التي تمثل طبيعة المجتمع الأمريكي في منتصف القرن التاسع عشر. تطرق زيرزان إلى كتابات ثورو بوصفها مؤثرة في في التيار البيئي اللاسلطوي الفردي الأوروبي للمذهب الطبيعي اللاسلطوي.
يرى المؤرخ اللاسلطوي الأمريكي يونيس مينيت شوستر أن اللاسلطوية البرودوينية كانت موجودة في الولايات المتحدة منذ 1848 على الأقل، لكنها لم تكن مدركة لارتباطها باللاسلطوية الفردية لجوزيا وارين وستيفن بيرل أندروز. قدم ويليام بي. غرين هذه التبادلية البرودوينية بشكلها الأكثر منهجية ووضوحًا. كان ويليام باتشلدير غرين (1878-1819) لاسلطويًا فرديًا تبادليًا في القرن التاسع عشر، ووزيرًا وجنديًا ومؤيدًا للعمل المصرفي الحر في الولايات المتحدة. اشتهر غرين بالأعمال المصرفية التبادلية (1850)، التي اقترح من خلالها نظام الأعمال المصرفية الخالية من الفوائد، والفلسفة المتعالية ونقد المدرسة الفلسفية في نيو إنجلند.
بعد عام 1850، أصبح ناشطًا في إصلاح العمل وانتُخب نائبًا لرئيس رابطة إصلاح العمل في نيو إنجلند، ممثلًا لأغلبية الأعضاء المتمسكين بمشروع برودون للمصارف المتبادلة، وفي عام 1869 رئيسًا لاتحاد العمل في ماساتشوستس، وبعدها نشر أعماله عن الاشتراكية والتبادلية والمالية (1875). إذ رأى أن التبادلية كالجمع بين الحرية والنظام. تناول في كتاباته السلوك الأخلاقي، وسيادة الفرد، ونادى بالمساواة في الزواج، وحق المرأة في الحصول على ملكيتها وحريتها الشخصية.
كان ستيفن بيرل أندروز لاسلطويًا فرديًا، وصاحبًا مقربًا لجوزيا وارين. وانضم سابقًا لحركة فورييه، لكنه انتقل إلى الفردية الراديكالية بعد ما اطلع على عمل وارين. مثل وارين، تمسك أندروز بمبدأ سيادة الفرد كونه يشكل أهمية عظمى. أوضح اللاسلطوي الأمريكي المعاصر حاكم بي أن ستيفن بيرل أندروز لم يكن تابعًا لحركة فورييه، بل كان يعيش فترة الهوس بالكتائبيات قصيرة الأمد في أمريكا، وتبنى الكثير من مبادئ حركة فورييه وممارستها. وحاول أن يجمع بين الإبطالية والحب الحر والعلمانية الروحانية ووارين وفورييه في مشروع طوباوي كبير أسماه النظام العالمي الشامل. وساهم في إنشاء عدة مجتمعات معنية من بينها (براونستون يوتوبيا) و(العصور الحديثة).

### اللاسلطوية الفردية في القرن التاسع عشر
تُعد حركة «الحب الحر» تيارًا مهمًا داخل اللاسلطوية الفردية الأمريكية. تعود أصول دعاة الحب الحر أحيانًا إلى جوزايه وارين والمجتمعات التجريبية، وينظرون إلى الحرية الجنسية كتعبير واضح ومباشر عن ملكية الفرد الذاتية. يشدد دعاة الحب الحر بشكل خاص على حقوق المرأة؛ لأن معظم القوانين الجنسية فيها تمييز ضد المرأة: على سبيل المثال قوانين الزواج وتدابير تحديد النسل. تُعد أهم مجلة أمريكية للحب الحر مجلة «لوسيفر ذا لايتبيرر» 1883-1907 لمحرريها موسى هارمان ولويس وايزبروكر وكانت هناك أيضًا مجلة «الكلمة» لمحرريها إزرا هيوود وأنجيلا هيوود. كان ماركس إيدجوورث لازاروس لاسلطويًا فرديًا أمريكيًا مهمًا شجع على الحب الحر. كان هاتشينز هابود أيضًا صحفيًا ومؤلفًا أمريكيًا ولاسلطويًا فرديًا ولاسلطويًا فلسفيًا. وهو معروف جيدًا في البيئة البوهيمية في بداية القرن العشرين الميلادي في مدينة نيويورك، دعا إلى الحب الحر ومارس الجنس بشكل متكرر. كان هوتشينز هابود من أتباع الفلاسفة الألمان ماكس شتيرنر وفريدريك نيتشه، وكانت مهمة مجلة «لوسيفر ذا لايتبيرر»، بحسب هارمان، «مساعدة المرأة على كسر الأغلال التي رُبطت بها عبر العصور إلى القوانين الوضعية والروحانية والاقتصادية والصناعية والاجتماعية والجنسية بشكل خاص، معتقدًا أنه حتى تنهض المرأة بإحساسها بمسؤوليتها الخاصة في جميع مجالات المسعى الإنساني -وخاصة في مجالها الخاص؛ تكاثر العرق- لن يكون هناك سوى القليل من التقدم الحقيقي نحو حضارة أسمى وأكثر واقعية». اختير اسم لوسيفر لأنه الاسم القديم لنجمة الصباح الذي يُطلق عليه الآن الزهرة، إنه يبدو لنا لا نظير له باعتباره لقبًا لمجلة تتمثل مهمتها في إضفاء الضوء على القابعين في العتمة. في فبراير 1887، ألقي القبض على محرري وناشري مجلة لوسيفر بعد أن تعارضت المجلة مع قانون «كومستوك» بنشرها رسالة تدين ممارسة الجنس القسري في الزواج، والتي عرفها المؤلف بـ «الاغتصاب». يحظر قانون كومستوك على وجه التحديد المناقشة العامة والمطبوعة لأي موضوعات تعتبر «فاحشة أو بذيئة أو فاسدة»، ويعتبر مناقشة الاغتصاب، على الرغم من كونه مسألة جنائية، أمرًا «فاحشًا».